# Mike Ryan (athlétisme)
Pour les articles homonymes, voir Mike Ryan et Ryan.
Michael "Mike" Robert Ryan, né le 26 décembre 1941 en Écosse, est un athlète néo-zélandais spécialiste de la course de fond.
Il a remporté la médaille de bronze du marathon aux Jeux olympiques d'été de 1968 à Mexico.
Ryan a participé à deux jeux, les jeux du Commonwealth en 1966 à Kingston (Jamaïque) et les Jeux olympiques de Mexico. Les deux fois il ramena le bronze. En 1966, il dut se battre contre la chaleur de la Jamaïque qui avait fait fondre les espoirs de beaucoup de concurrents. Deux ans plus tard, c'est l'altitude de Mexico qui provoquait des ravages dans les rangs des coureurs des pays du niveau de la mer. Les Australiens Ron Clarke et Derek Clayton étaient victimes de l'altitude mais Ryan remporta grâce à sa détermination le bronze.

## Palmarès

### Jeux olympiques d'été
- Jeux olympiques de 1968 à Mexico ( Mexique)
  -  Médaille de bronze sur le marathon

### Jeux du Commonwealth
- Jeux du Commonwealth de 1966 à Kingston ( Jamaïque)
  -  Médaille de bronze sur le marathon